# 西アラム語
西アラム語（にしアラムご）とは、古代ナバテア、ユダヤからパレスチナやサマリア、さらにはパルミラやフェニキア、シリアに至る古代レバント全域で広く話されていたアラム語の一群である。アラム語は、主にアラム人やイスラーム化以前のパレスチナの人々などといった古代のレバントの人々によって話されていたいくつかの地域的方言に分かれる。今日、現代西アラム語を除いた西アラム語はすべて絶滅したと見なされている。
西方アラム語は現在のシリア北東部、トルコ南東部、イラク北部からイラン北西部にかけての広い地域で話されていた東アラム語とは異なっていた。

## 歴史

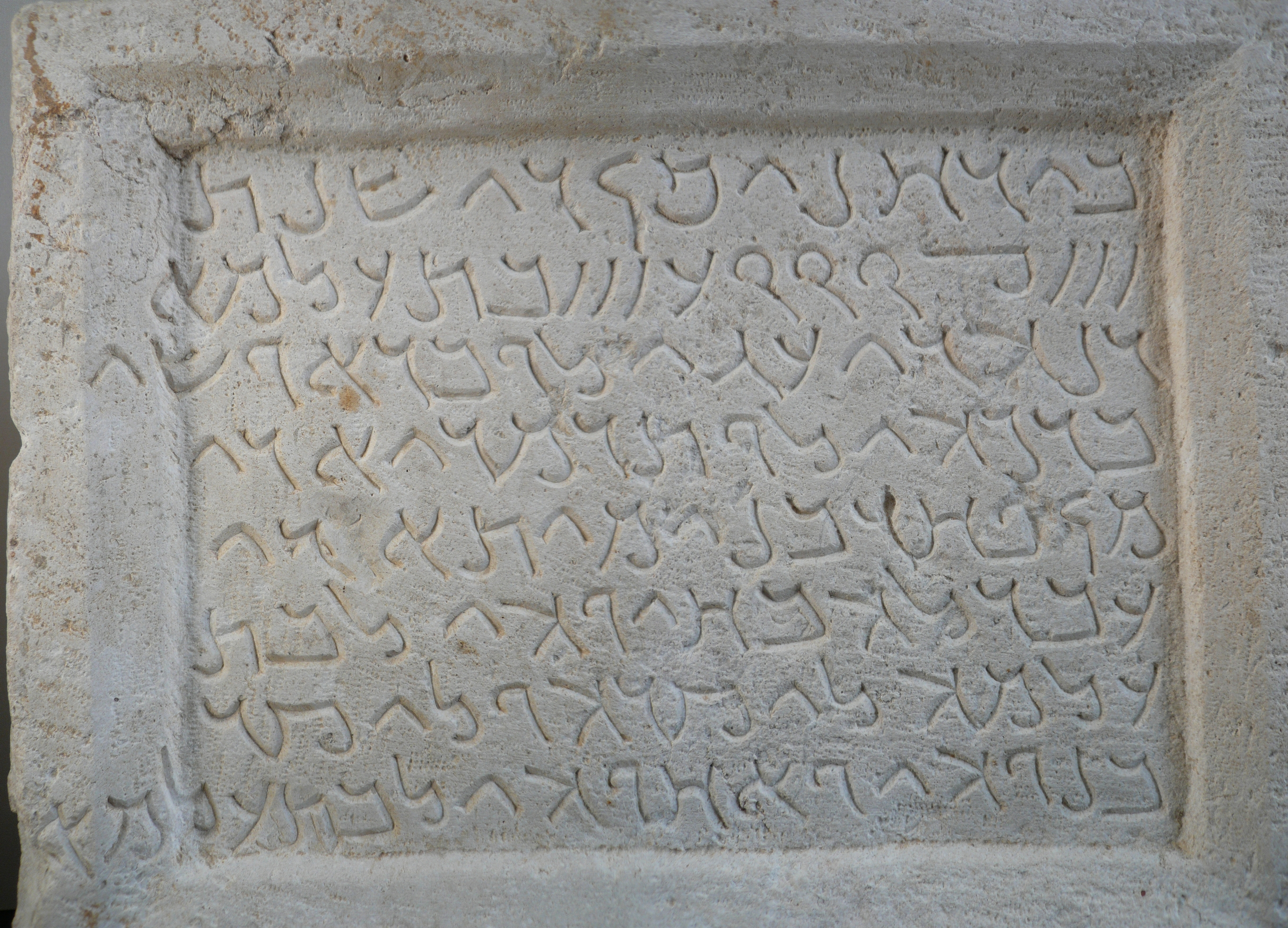
パルミラ文字を用いるパルミラ・アラム語で記された西アラム語の碑文

5世紀半ば、テオドレトス（466年頃没）はギリシア人によってしばしばシリア語と呼ばれたアラム語が広く話されていると述べ、また「オスロエネ人、シリア人、ユーフラテスの人々、パレスチナ人、およびフェニキア人はみなシリア語を話すが、発音に大きな違いがある」と記している。テオドレトスによるアラム語諸方言の地域分化は「シリア人」（ユーフラテス川以西のシリア出身話者）、「フェニキア人」（古代フェニキア出身話者）および「パレスチナ人」（パレスチナ出身話者）の明確な違いを含み、古代末期の西アラム語方言の地域的多様性を反映している。
7世紀の初期ムスリムの征服戦争およびそれに伴うレバントの文化・言語でのアラブ化以降、多くの人々にとって母語であった西アラム語を含むアラム語は次第にアラビア語に取って代わられていった。
しかしながら、西アラム語は少なくともレバノン山脈やアンチレバノン山脈（現在のシリア）の山村で比較的長い期間生き残ったと見られる。事実、17世紀にいたるまでレバノン地域を訪れた旅人はアラム語が話されている村について記録している。

## 現状

現代アラム語の現状。現代西アラム語圏が緑色で示されている。

今日、現代西アラム語は西アラム語で唯一現存するもので、アンチレバノン山脈の主にマアルーラやジュッバアディーン、バハアに住む人々（多くて数千人）によって話されている。山間部の遠隔地にあったことで文化・言語的アラブ化を免れた。